# 戴夫·甘比
戴维·P·甘比（英語：David P. Gambee，1937年4月16日—），美国NBA联盟前职业篮球运动员。他在1958年的NBA选秀中第1轮第6顺位被圣路易斯鹰选中。